# Шебаниц, Эдуард Николаевич
Эдуард Николаевич Шебаниц (род. 15 февраля 1937, Мариуполь, Сталинская область) — начальник центральной лаборатории металлургического комбината имени Ильича. Кандидат технических наук. Лауреат Государственной премии СССР.

## Биография
Родился 15 февраля 1937 года в Мариуполе. Его отец был учителем истории и директором школы, мать — учителем младших классов.
Учился в 4-й мужской школе, затем — в Ждановском металлургическом институте по специальности «Обработка металла давлением». После окончания института работал на заводе «Запорожсталь», на стане 1680.
В 1962 году вернулся в Мариуполь, в прокатную лабораторию завода имени Ильича. В 1963 году возглавил в лаборатории группу точности проката. Под его руководством сначала на станах холодной прокатки, а затем и на станах горячей прокатки завода имени Ильича, вскоре и на Запорожстали, впервые в СССР были внедрены высокоэффективные системы управления точностью прокатки. Эта работа была удостоена Государственной премии СССР, по ней же Эдуард Шебаниц защитил кандидатскую диссертацию. Вскоре был назначен заместителем начальника Центральной заводской лаборатории, а в 1977 году стал начальником ЦЗЛ.
Является соавтором 127 научно-технических публикаций, 200 изобретений, 150 рацпредложений.

## Награды
- Государственная премия СССР;
- Нагрудный знак «Изобретатель СССР»;
- Заслуженный металлург Украины (2009).